# Beta Pictoris
Beta Pictoris (β Pic, β Pictoris) é a segunda estrela mais brilhante da constelação de Pictor. Está localizada a cerca de 63,4 anos-luz (19,4 parsecs) da Terra. Possui cerca de 1,75 vezes a massa do Sol e 8,7 vezes a luminosidade solar. O sistema Beta Pictoris é muito jovem com idade de 8 a 20 milhões de anos, embora já esteja na fase de sequência principal de sua evolução. Beta Pictoris é o membro principal de uma associação estelar de estrelas jovens que compartilham movimento pelo espaço e têm origem comum, chamado de grupo Beta Pictoris.
Beta Pictoris emite excesso de radiação infravermelha comparada a outras estrelas de seu tipo, o que é causado por grandes quantidades de poeira e gás (incluindo monóxido de carbono) próximos da estrela. Observações detalhadas revelaram um grande disco de detritos em órbita, que foi o primeiro disco fotografado ao redor de uma estrela. Além da presença de vários cinturões de planetesimais e atividade cometária, há indícios de que planetas formaram no disco e que o processo de formação planetária ainda está acontecendo. Material do disco de detritos ao redor de Beta Pictoris pode ser a fonte dominante de meteoroides interestelares no Sistema Solar.
Em 2008, o Observatório Europeu do Sul, por imagens diretas, confirmou a presença de um planeta orbitando Beta Pictoris no plano do disco de detritos, chamado Beta Pictoris b, correspondendo a previsões anteriores. Esse é atualmente o planeta extrassolar mais próximo de sua estrela já fotografado: a separação observada é aproximadamente a distância entre Saturno e o Sol.

## Localização e visibilidade
Beta Pictoris é uma estrela na constelação austral de Pictor, o Pintor, e está localizada pouco a oeste de Canopus, a segunda estrela mais brilhante do céu. Tem uma magnitude aparente visual de 3,86, então é visível a olho nu exceto em locais com muita poluição visual. É a segunda estrela mais brilhante da constelação de Pictor, superada em brilho apenas por Alpha Pictoris, de magnitude aparente 3,30.
A distância a Beta Pictoris foi determinada pelo satélite astrométrico Hipparcos, que mediu sua paralaxe, o pequeno desvio em sua posição no céu conforme a Terra orbita o Sol. Descobriu-se que a estrela apresenta uma paralaxe de 19,44 milissegundos de arco, o que corresponde a uma distância de 63,4 anos-luz (19,44 parsecs) da Terra, com uma incerteza de 0,1 anos-luz. O satélite Hipparcos também mediu o movimento próprio de Beta Pictoris: a estrela está se movendo a leste a uma taxa de 4,65 milissegundos de arco por ano, e a norte a uma taxa de 83,10 milissegundos de arco por ano. Medições do efeito Doppler indicam que a estrela possui uma velocidade radial (a velocidade na direção da linha de visão da Terra) de 20 km/s. Várias outras estrelas possuem um movimento pelo espaço similar ao de Beta Pictoris e provavelmente se formaram na mesma nuvem de gás e ao mesmo tempo: essas formam o grupo Beta Pictoris.

## Propriedades físicas

### Espectro, luminosidade e variabilidade
Beta Pictoris é uma estrela de classe A da sequência principal com um tipo espectral de A6 V e uma temperatura efetiva de 8 052 K, maior que a do Sol (5 778 K). Análises do espectro revelam que a metalicidade da estrela, a abundância de elementos além de hidrogênio e hélio, é maior que a do Sol. Esse valor é expresso como [M/H], o logaritmo de base 10 da razão da metalicidade da estrela pela metalicidade solar. Beta Pictoris possui [M/H] = 0,05, o que significa que a taxa de metais da estrela é 12% maior que a solar.
Análises do espectro também revelam a gravidade superficial de uma estrela, expressa como log g, o logaritmo de base 10 da aceleração da gravidade em unidades CGS, nesse caso cm/s². Beta Pictoris possui log g = 4,15, o que corresponde a uma gravidade de 140 m/s², cerca de metade da aceleração da gravidade no Sol (274 m/s²).
Como uma estrela de classe A da sequência principal, Beta Pictoris é mais luminosa que o Sol: sua magnitude aparente e distância dão uma magnitude absoluta de 2,42, mais brilhante que o valor solar de 4,83. Isso corresponde a uma luminosidade visual 9,2 vezes maior que a do Sol. Quando todo o espectro de radição é considerado, Beta Pictoris possui 8,7 vezes a luminosidade solar.
Muitas estrelas de classe A da sequência principal estão uma região do diagrama de Hertzsprung-Russell chamada de faixa de instabilidade, ocupada por estrelas variáveis pulsantes. Em 2003, monitoramento fotométrico de Beta Pictoris revelou variação de brilho de 1–2 milimagnitudes em frequências entre 30 e 40 minutos. Estudos da velocidade radial da estrela também revelaram variabilidade: há pulsações de duas frequências, de 30,4 e 36,9 minutos. Como resultado, a estrela é classificada como variável Delta Scuti.

### Massa, raio e rotação
A massa de Beta Pictoris foi determinada usando modelos de evolução estelar e ajustando-os às propriedades observadas da estrela. Esse método revela uma massa entre 1,7 e 1,8 vezes a massa solar. O diâmetro angular da estrela, medido por interferometria com o Very Large Telescope, é de 0,84 milissegundos de arco, o que corresponde a um raio de 1,8 vezes o raio solar.
A velocidade de rotação de Beta Pictoris foi medida em 130 km/s. Como só é possível medir a velocidade de rotação na direção da linha de visão da Terra, esse é apenas um valor mínimo para a verdadeira velocidade de rotação, já que a inclinação do eixo de rotação da estrela é desconhecida. Assumindo que Beta Pictoris seja vista da Terra em seu plano equatorial, uma suposição plausível já que o disco circunstelar é visto de lado,  a verdadeira velocidade de rotação é igual ao valor medido, e o período de rotação pode ser calculado em cerca de 16 horas, significativamente menor que o do Sol (609,12 horas).

### Idade e formação
A presença de grande quantidade de poeira ao redor de Beta Pictoris implica que a estrela é jovem e levou a debate se ela já tinha alcançado a sequência principal ou se era ainda da pré-sequência principal. No entanto quando a distância à estrela foi medida pelo satélite Hipparcos foi revelado que Beta Pictoris estava mais distante da Terra do que antes imaginado e que era portanto mais luminosa do que se pensava. Foi descoberto que Beta Pictoris está próxima do início da sequência principal e que não é da pré-sequência principal. Análises de Beta Pictoris e de outras estrelas no grupo Beta Pictoris sugerem que ele possui idade de aproximadamente 12 milhões de anos. Considerando incertezas, esse valor pode variar de 8 a 20 milhões de anos.
Beta Pictoris pode ter se formado perto da Associação Scorpius-Centaurus. O colapso da nuvem de gás que resultou na formação de Beta Pictoris pode ter sido desencadeado pela onda de choque de uma supernova: o sistema da estrela fugitiva HIP 46950 pode ter sido a origem dessa supernova. Traçando o movimento de HIP 46950 para trás no tempo sugere que ela estava perto da associação Scorpius-Centaurus há cerca de 13 milhões de anos.

## Ambiente circunstelar

### Disco de detritos

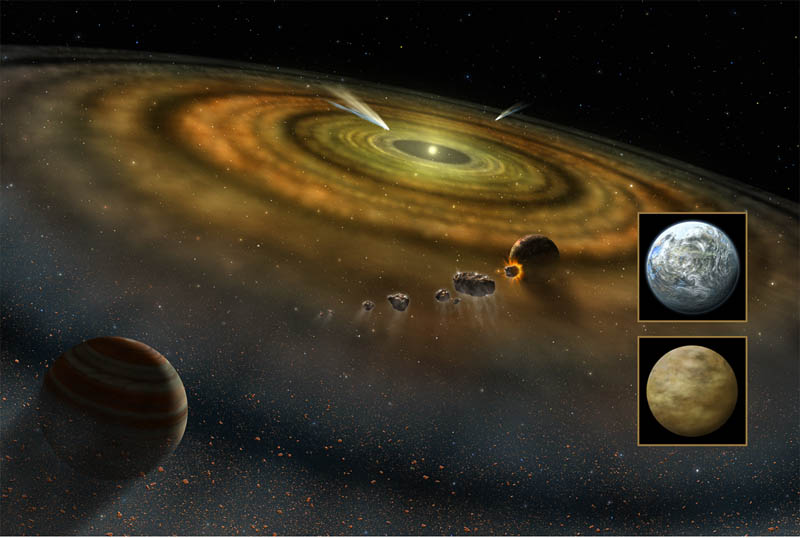
Impressão artística do disco de detritos ao redor de Beta Pictoris, mostrando formação planetária, exocometas e planetesimais.

Radiação infravermelha em excesso vinda do sistema Beta Pictoris foi detectada pela sonda espacial IRAS em 1983. Junto com Vega, Fomalhaut e Epsilon Eridani, foi uma das quatro primeiras estrelas onde tal excesso foi detectado. Uma vez que estrelas de classe A, como Beta Pictoris, irradiam a maior parte da energia em frequências perto do azul, isso implica a presença de material de baixa temperatura ao redor da estrela, o qual iria brilhar mais na frequência infravermelha e produzir o excesso. Essa hipótese foi verificada em 1984 quando Beta Pictoris se tornou a primeira estrela a ter seu disco circunstelar fotografado.
O disco ao redor de Beta Pictoris é visto de lado por observadores da Terra, e está orientado na direção nordeste-sudoeste. Ele é assimétrico: na direção nordeste ele foi observado a até 1 835 UA da estrela, enquanto na direção sudoeste a até 1 450 UA. A rotação do disco faz com que a parte a nordeste esteja se movendo para longe da Terra, enquanto a parte a sudoeste está se movendo em direção à Terra.
Vários anéis elípticos de material foram observados no disco de detritos entre 500 e 800 UA, que podem ter se formado após um encontro do sistema com uma estrela passando próxima dele. Dados astrométricos da missão Hipparcos sugerem que a estrela gigante vermelha Beta Columbae passou a 2 anos-luz de Beta Pictoris há cerca de 110 000 anos e Zeta Doradus passou a 3 anos-luz há 350 000 anos. Simulações de computador, no entanto, favorecem um encontro em velocidade menor que esses dois candidatos, o que sugere que a estrela responsável pelos anéis podem ter sido uma companheira de Beta Pictoris em uma órbita instável. As simulações sugerem que a estrela causadora das perturbações foi uma anã vermelha de tipo espectral M0V e massa de 0,5 massas solares.

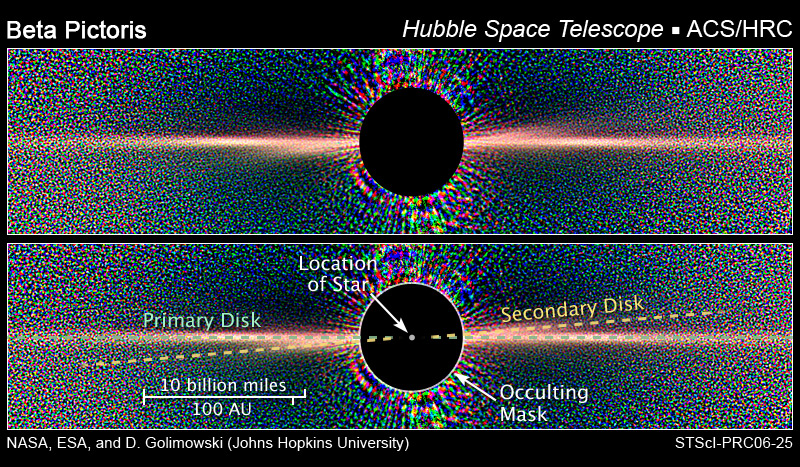
Imagem do Telescópio Espacial Hubble dos discos primário e secundário.

Em 2006, imagens da Advanced Camera for Surveys do Telescópio Espacial Hubble revelaram a presença de um disco secundário inclinado cerca de 5° em relação ao disco principal, estendendo-se a uma distância de pelo menos 130 UA da estrela. O disco secundário é assimétrico: a parte a sudoeste é mais curva e menos inclinada que a parte a nordeste. As imagens não têm qualidade suficiente para distinguir o disco secundário do primário a até 80 UA de Beta Pictoris, no entanto estima-se que a extensão nordeste do disco secundário intersecta o disco principal a 30 UA da estrela. O disco secundário pode ser produzido por um planeta massivo em uma órbita inclinada que atrai matéria do disco primário, fazendo ela se mover em uma órbita alinhada com o planeta.
Estudos feitos pelo Far Ultraviolet Spectroscopic Explorer da NASA descobriram que o disco ao redor de Beta Pictoris contém uma quantidade muito alta de gás rico em carbono. Isso ajuda a estabilizar o disco contra a pressão de radiação que iria caso contrário expelir o material para fora do sistema em direção ao espaço interestelar. Existem atualmente duas teorias para explicar a alta abundância de carbono. Beta Pictoris pode estar no processo de formar planetas ricos em carbono, em contraste com os planetas terrestres do Sistema Solar, que são ricos em oxigênio em vez de carbono. Alternativamente, pode estar passando por uma etapa desconhecida que pode também ter ocorrido no início da evolução do Sistema Solar; o Sistema Solar possui meteoritos ricos em carbono conhecidos como condritos de enstatita, que podem ter se formado em um ambiente rico em carbono. Também já foi proposto que Júpiter se formou ao redor de um núcleo rico em carbono.

### Cinturões de planetesimais
Em 2003, observações com o telescópio Keck II da região interna do sistema Beta Pictoris revelaram a presença de várias formações interpretadas como cinturões ou anéis de material. Cinturões a 14, 28, 52 e 82 UA da estrela foram detectados, com inclinações alternadas entre negativas e positivas em relação ao disco principal. Esses anéis são evidência da existência de um sistema planetário ao redor da estrela.
Observações em 2004 revelaram a presença de um cinturão interno contendo material de silicato a uma distância de 6,4 UA da estrela. Silicato também foi detectado a 16 e 30 UA da estrela, com uma falta de poeira entre 6,4 e 16 UA, o que é evidência que um planeta massivo pode estar em órbita nessa região. Olivina rica em magnésio também foi detectada, muito similar à achada nos cometas do Sistema Solar e diferente da olivina achada nos asteroides do Sistema Solar. Cristais de olivina só podem se formar a menos de 10 UA da estrela; portanto eles devem ter sido transportados ao cinturão após sua formação.
Simulações do disco a 100 UA da estrela sugere que a poeira nessa região pode ter sido produzida por uma série de colisões iniciadas pela destruição de planetesimais com cerca de 180 quilômetros de raio. Após a colisão inicial, os detritos passam por colisões adicionais em um processo chamado cascata colisional. Um processo parecido pode ter acontecido nos discos de detritos ao redor de Fomalhaut e AU Microscopii.

### Corpos em evaporação
O espectro de Beta Pictoris mostra grande variabilidade a curto prazo, notada primeiramente no desvio para o vermelho de várias linhas de absorção, o que foi interpretado como sendo causada por material caindo em direção à estrela. Foi sugerido que a fonte desse material são objetos parecidos com cometas em órbitas que os levam perto da estrela, onde começam a evaporar, denominado o modelo dos "corpos evaporando em queda". Linhas de absorção desviadas para o azul também foram detectadas, mas com frequência muito menor: essas podem representar um segundo grupo de objetos em um conjunto diferente de órbitas. Modelos detalhados indicam que os corpos evaporando em queda provavelmente não são feitos principalmente de gelo, como cometas. Em vez disso, provavelmente são composto de um núcleo misto de poeira e gelo e uma crosta de material refratório. Esses objetos podem ter sido postos em sua órbita pela influência gravitacional de um planeta com órbita moderadamente excêntrica a cerca de 10 UA de Beta Pictoris. Os corpos em evaporação podem também ser os responsáveis pela presença de gás acima do plano do disco de detritos principal.

### Sistema planetário

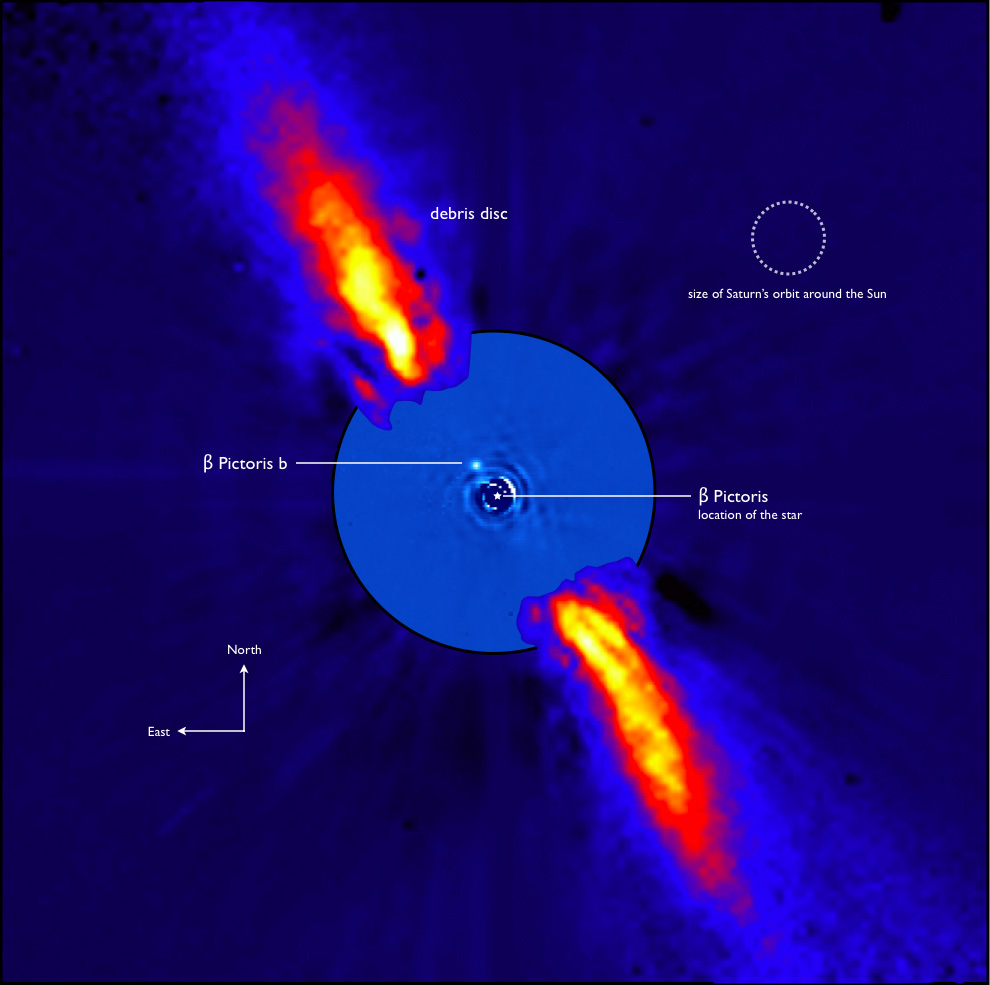
Imagem infravermelha tirada pelo Observatório Europeu do Sul, mostrando o disco de detritos e o planeta Beta Pictoris b.

Em 21 de novembro de 2008 foi anunciado que observações infravermelhas feitas em 2003 pelo Very Large Telescope revelaram um possível planeta orbitando Beta Pictoris. Em 2009 o planeta foi observado com sucesso do outro lado da estrela, confirmando sua existência. Acredita-se que em 15 anos será possível registrar toda sua órbita.
O método da velocidade radial, um dos principais para descobrir planetas extrassolares, não é adequado para estudar estrelas de classe A como Beta Pictoris, e sua idade muito baixa aumenta ainda mais o ruído. Atualmente limites derivados desse método são suficientes para excluir a presença de um Júpiter quente com mais de 2 massas de Júpiter a uma distância de menos de 0,05 UA da estrela. Para planetas orbitando a 1 UA, exclui-se a presença de um mais massivo que 9 massas de Júpiter. Portanto, para achar planetas no sistema Beta Pictoris, astrônomos procuram seus efeitos no disco de detritos e ambiente circunstelar.
Há várias evidências da existência de um grande planeta orbitando a cerca de 10 UA da estrela: uma lacuna entre os anéis de planetesimais entre 6,4 UA e 16 UA sugere que essa região está sendo varrida por algum objeto; um planeta a essa distância explicaria a origem dos corpos evaporando em queda, e as deformações e anéis inclinados no disco interno sugerem que um planeta massivo em uma órbita inclinada está perturbando o disco.
O planeta observado por si só não explica a estrutura dos cinturões de planetesimais a 30 e 52 UA da estrela. Esses cinturões podem estar associados a planetas menores a 25 e 44 UA, com massas de cerca de 0,5 e 0,1 massas de Júpiter respectivamente. Esse sistema de planetas, se existir, estaria próximo de uma ressonância orbital 1:3:7. É possível também que os anéis no disco externo a 500–800 UA são causados indiretamente pela influência desses planetas.
O objeto foi observado a uma separação angular de 411 milissegundos de arco de Beta Pictoris, o que corresponde a uma distância de cerca de 8 UA no plano do céu. Para comparação, os raios orbitais de Júpiter e Saturno são de 5,2 UA e 9,6 UA. A separação do planeta na direção da linha de visão da Terra é desconhecida, então esse é apenas um limite inferior para a verdadeira separação. Estimativas de sua massa dependem de modelos teóricos de evolução planetária, os quais preveem que o objeto tem cerca de 8 massas de Júpiter e ainda está esfriando, com uma temperatura na faixa de 1400–1600 K.
O semieixo maior de Beta Pictoris b é de 8-9 UA e seu período orbital é de 17–21 anos. Um evento de trânsito observado em novembro de 1981 pode ter sido causado pelo planeta. Se esse trânsito for confirmado, o raio inferido do objeto é de 2–4 raios de Júpiter, o que é maior que o previsto por modelos teóricos. Isso pode indicar que o planeta está cercado por um grande sistema de anéis ou por luas se formando em um disco.

## Corrente de poeira
Em  2000, observações com o Advanced Meteor Orbit Radar na Nova Zelândia revelaram a presença de uma corrente de partículas vinda da direção de Beta Pictoris, que pode ser uma fonte dominante de meteoroides interestelares no Sistema Solar. As partículas na corrente de poeira de Beta Pictoris são relativamente grandes, com raio de mais de 20 micrômetros, e sua velocidade sugere que elas deixaram o sistema Beta Pictoris a cerca de 25 km/s. Essas partículas podem ter sido ejetadas do disco de detritos de Beta Pictoris como resultado de migração de planetas gigantes dentro do disco e podem ser indicação de que o sistema Beta Pictoris está formando uma nuvem de Oort. Modelos numéricos da ejeção de poeira indicam que pressão de radiação também pode ser responsável e sugere que planetas a mais de 1 UA da estrela não poderiam diretamente causar a corrente de poeira.